# Santa Maria del Carmine (Milánó)

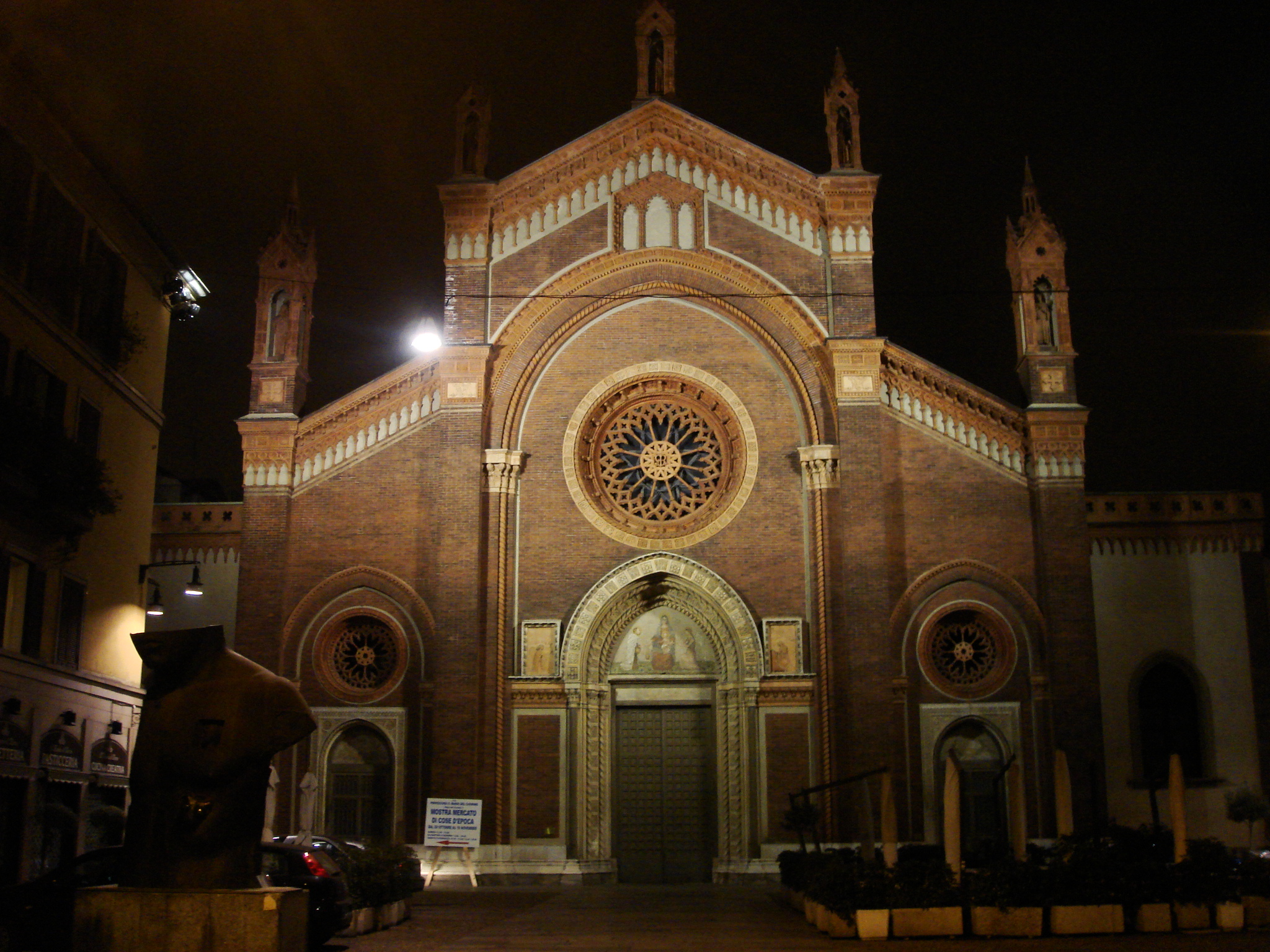
A templom éjszakai kivilágításban

A Santa Maria del Carmine egy 14. században épült milánói templom.

## Története
A templom építését 1339-ben kezdte el Bernardo da Venezia a karmeliták számára. 1446 és 1449 között Francesco Sforza parancsára, Pietro Solari gótikus stílusban újjáépítette. A főhomlokzatot 1879-ben Carlo Maciachini felújította, megőrizve a templom eredeti stílusát.

## Leírása
A templomban figyelmet érdemel a kereszthajóban található, 1616–1676 között épült barokk Madonna del Carmine-kápolna, Procaccini festett márványfaragványaival. A templomhoz tartozó egykori kolostorban kőtár van berendezve, érdekes római kori és középkori domborművekkel, oszlopfőkkel.